# Mady Andrien

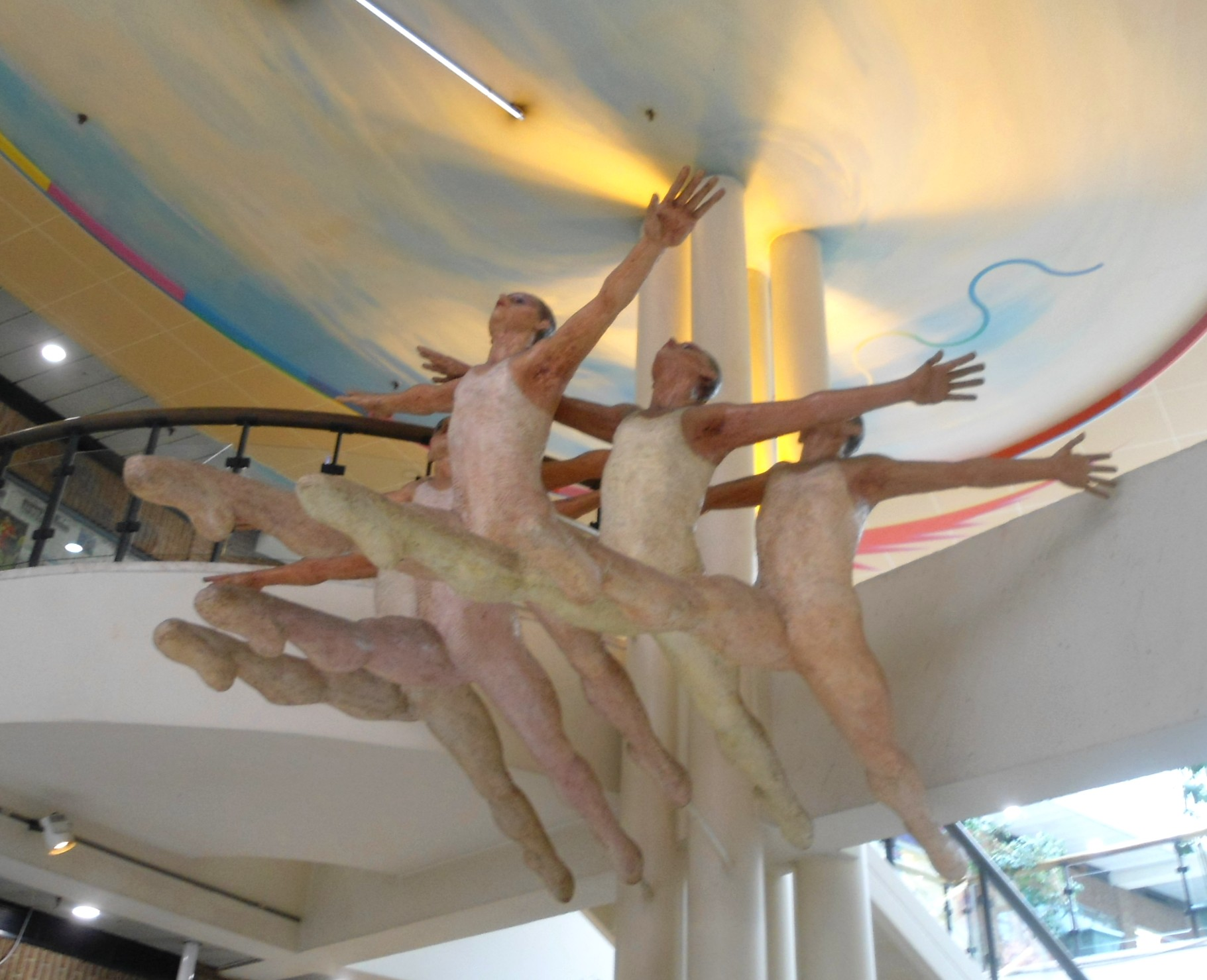
Les danseurs (1981)

Mathilde (Mady) Andrien (Engis, 1941) is een  Belgisch beeldhouwer.

## Leven en werk
Mady Andrien werd opgeleid aan de Koninklijke Academie voor Schone Kunsten in Luik. Prof. Marceau Gillard spoorde haar aan zich aan beeldhouwkunst te wijden. Vanaf 1964 gaf ze zelf les in beeldhouwen aan de Luikse academie, tot ze in 1994 directeur werd van de avondcursussen van de academie.
Haar beelden, veelal mensfiguren, zijn figuratief en tonen Andriens humoristische interpretatie van de werkelijkheid. Ze maakt expressionistische werken van onder meer (erotische) paartjes, kinderfiguren en mensengroepen en monumentaal werk in brons, keramiek en cortenstaal. Ze exposeerde onder meer in België, Frankrijk en Nederland. Naar aanleiding van een expositie met Urbain Mulkers en Roger Potier in Maastricht (1980) schreef een recensent: "Wat het meest treft is de grote beweeglijkheid van haar groepsplastieken, waardoor een zeldzame levendigheid wordt bereikt, men raakt er als mens bij betrokken."
Andrien won diverse prijzen en werd in 2015 benoemd tot ridder in de Waalse orde van Verdienste. In 2016 richtte zij de 'Fondation Mady Andrien' op, die diverse activiteiten op het gebied van cultuur en beeldende kunst ondersteunt. Haar werk is opgenomen in de collecties van onder andere het Luiks Museum voor Schone Kunsten en het Openluchtmuseum van Sart-Tilman.

## Enkele werken
- 1976 Saute-Mouton, Place des Carmes, Luik.
- 1976 La piscine, bij entree van l'Hôpital de la Citadelle, Luik.
- 1981 Les danseurs, Galerie Opéra, Luik.
- 1988 Au balcon, hoogreliëf voor de Fnac aan de rue Joffre in Luik.
- 1992 Les principautaires, Sint-Bartolomeüsplein, Luik. Verbeelding van het volk dat de Cramignon danst voor de prins-bisschoppen van Luik.
- 1998 Le rameur, quai Mativa, Luik.
- 2002 L'ombre, rue Louvrex, Luik.
- 2005 Monument voor Robert Gillon in Wandre.
- 2004 Les coureurs, werk op twee rotondes in de E40 bij Alleur.
- 2006 Les passants, rotonde rue de Campine/l'avenue Victor Hugo, Luik.

## Fotogalerij

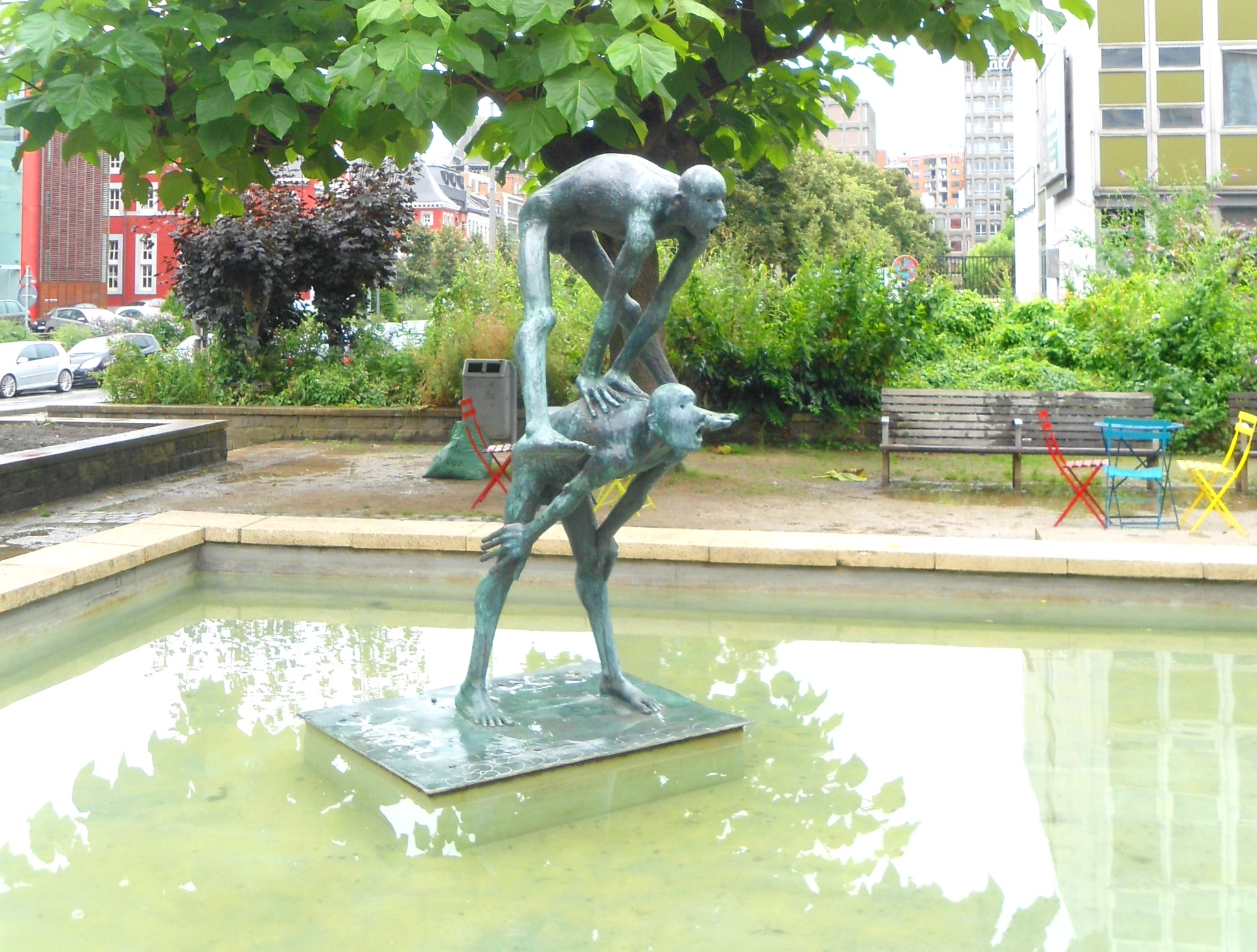
Saute-mouton (1976)
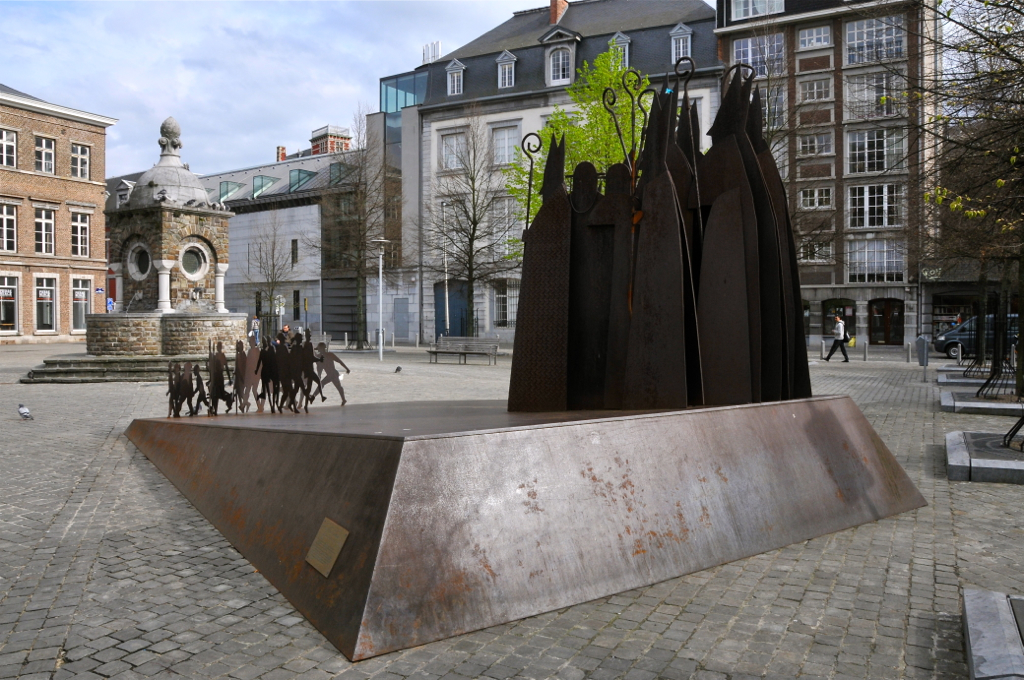
Les principautaires (1992)
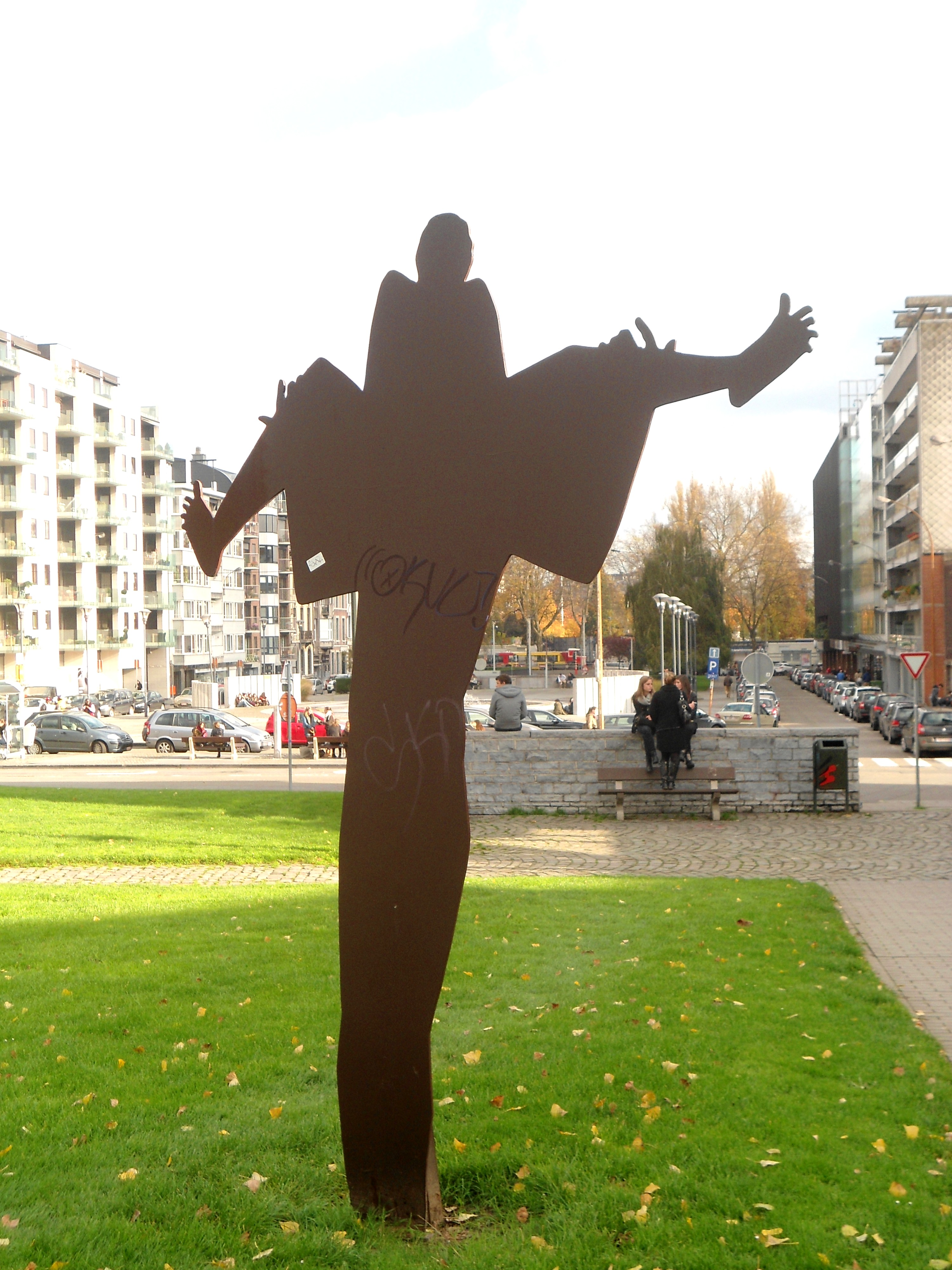
L'ombre (2002)
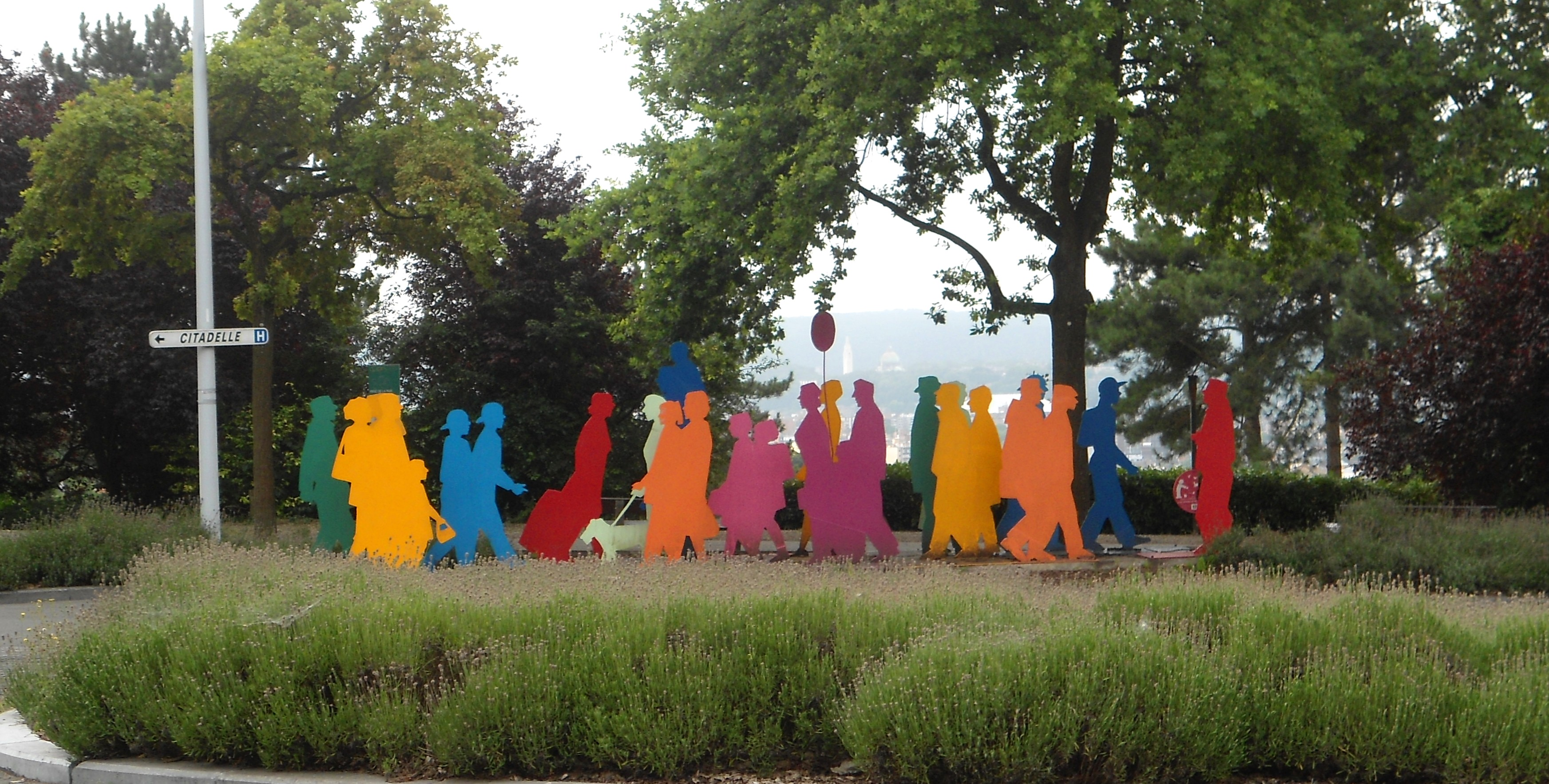
Les passants (2006)

## Erkenning
- 1961 Grote Prijs voor beeldhouwkunst van de Stad Luik
- 1975 Prijs Goebel-Fuerison
- 1980 Prijs voor beeldhouwkunst van de koninklijke academie (La Société Royale des Beaux-Arts)
- 1988 René Steen-prijs
- 2015 Ridder in de Waalse orde van Verdienste